# Bergmanfestivalen
Ingmar Bergman International Theatre Festival (Bergmanfestivalen) är en internationell teaterfestival i Stockholm, arrangerad av Dramaten. Festivalen avses vara ett återkommande evenemang till högtidlighållande av Ingmar Bergman. Programmet består av föreställningar från Dramaten och från svenska och utländska teatrar samt workshops, utställningar och andra event.
Den första upplagan genomfördes 27 maj – 6 juni 2009, därefter sommar 2012 och 2016.
Festivalen stöds av bland andra Kulturdepartementet och The Barbro Osher Pro Suecia Foundation.

## Gästande produktioner 2009
- Kreten en Gefluister (Viskningar och rop) av Ingmar Bergman i regi av Ivo van Hove
- Toneelgroep, Amsterdam. Quartett (Kvartett) av Heiner Müller i regi av Barbara Frey
- Salzburger Festspiele. Aus dem Leben der Marionetten (Ur marionetternas liv) av Ingmar Bergman, i regi av Andreas Kriegenburg, Thalia Theater, Hamburg.
- Eraritjaritjaka av Heiner Goebbels i regi av  Heiner Goebbels.
- La Douleur (Smärtan) av Marguerite Duras i regi av Patrice Chéreau och Thierry Thieû Niang.
- Through a Glass Darkly (Såsom i en spegel) av Ingmar Bergman i regi av Michael Attenborough, producent Cate Blanchett

## Gästande produktioner 2016
- Deusches Teater Berlin, Tyskland: Höstsonaten (Ingmar Bergman). Regi av Jan Bosses.
- Schaubühne, Tyskland: Richard III (William Shakespear). Manus bearbetat av Marius von Mayenburg, regi av Thomas Ostemeier.
- Riksteatret/Nationaltheatret, Norge: Enskilda samtal (Ingmar Bergman). Regi av Liv Ullmann.
- Maxim Gorki Theater, Tyskland: Det säger mig ingenting, det så kallade därute (Sibylle Berg). Regi av Sebastian Nübling.
- tg Stan, Belgien: Scener ur ett äktenskap (Ingmar Bergman).
- tg Stan, Belgien: Efter repetitionen (Ingmar Bergman).
- Toneelgroep Amsterdam, Nederländerna: Vox Humana (Jean Cocteau). Regi av Ivo van Hove.
- Det Norske Teatret, Norge: Klaga månde Elektra (Eugene O'Neills). Regi av Eirik Stubø.
- Salon Madame Nielsen, Danmark: Preformanceverk
- Teatro Stabile di Napoli, Italien: Systrarna Macaluso (Emma Dante). Regi av Emma Dante